# Hoffmannovy povídky
Hoffmannovy povídky (Les Contes d'Hoffmann) je název posledního jevištního díla francouzského skladatele Jacquesa Offenbacha (1819–1880). Jeho podtitul zní „fantastická opera o pěti jednáních“. V Offenbachově tvorbě, zaměřené především na hudební komedie a operety, představuje tato opera spolu s druhou jeho prokomponovanou operou Rýnské rusalky (Les fées du Rhin, 1864) výjimku. V námětu i hudebním zpracování sice neopustil zcela komediální žánr, rozsáhlé a mistrovsky vypracované lyrické a dramatické pasáže však toto dílo jednoznačně ukotvují v žánru francouzské lyrické opery 19. století a staví je do stylové blízkosti oper Georgese Bizeta, Charlesa Gounoda a Camilla Saint-Saënse. Světová premiéra Hoffmannových povídek se konala 10. února 1881 v divadle Opéra-Comique v Paříži, čtyři měsíce po Offenbachově smrti. Opera zůstala nedokončena a jejím dopracováním byl pověřen hudební skladatel Ernest Guiraud. Dílo ještě před premiérou doznalo dosti zásadních změn. Úpravy různého charakteru pokračovaly i poté, a tak Hoffmannovy povídky vlastně nikdy nezískaly konečný tvar a v některých zpracováních se značně odkláněly od původní Offenbachovy koncepce. Teprve pozdní nálezy jeho autografů a vyřazených částí Guiraudovy instrumentace v 70.–90. letech 20. století umožnily rekonstruovat tuto operu v podobě velmi blízké autorovu původnímu záměru.

## Literární předlohy a libreto
Bezprostřední inspirací Offenbachovy opery se stalo původně činoherní drama Julesa Barbiera a Michela Carrého Hoffmannovy povídky (někdy bývá také uváděn název Fantastické Hoffmannovy povídky, Les Contes fantastiques d'Hoffmann), které bylo úspěšně uvedeno v pařížském divadle Odéon v roce 1851. Autoři hry originálně zpracovávají a dramatizují motivy ze života a díla německého právníka, skladatele, spisovatele a kreslíře Ernsta Theodora Amadea Hoffmanna (1776–1822). Z jeho próz vybírají tři povídky, které vzájemně propojují postavou samotného Hoffmanna, vystupujícího jako jejich protagonista. Barbier s Carrém se poměrně volně inspirují povídkami Pískoun (Der Sandmann), Rada Krespel (Rat Krespel) a Příběh o ztraceném zrcadlovém obraze (Die Geschichte vom verlornen Spiegelbilde). Rámcující děj (prolog a epilog hry), v němž vystupuje opět samotný Hoffmann, zamilovaný do zpěvačky Stelly, bavící svými vyprávěními hospodskou společnost a unikající do svých podivných fantazií, je inspirován prózami E.T.A. Hoffmanna Don Juan a Společnost ve sklepě (Die Gesellschaft im Keller), částečně také Zlatý hrnec (Der goldne Topf) a Zachýsek, zvaný Rumělka (Klein Zack, genannt Zinnober).
Ještě před Offenbachem projevil o Barbierovu a Carrého hru zájem francouzský skladatel Hector Salomon. Jules Barbier pro něj připravil operní libreto, které Salomon následně roku 1867 zhudebnil. Jeho opera však nakonec nebyla uvedena. V roce 1873 počíná spolupráce Julesa Barbiera s Jacquesem Offenbachem na novém libretu. Jako spoluautor libreta bývá někdy mylně uváděn i Michel Carré, ten však v této době již nežil (zemřel 1872).

## Role
- Hoffmann (tenor)
- Múza/Nicklausse (mezzosoprán)
- Olympia/Antonia/Giulietta/Stella (soprán)
- Lindorf/Coppélius/Miracle/Dapertutto (basbaryton)
- Andrés/Cochenille/Frantz/Pitichinaccio (tenor)
- Nathanael (tenor)
- Hermann (baryton)
- Luther (bas)
- Spalanzani (tenor)
- Crespel (bas)
- Schlémil (bas)
- Hlas ze záhrobí (mezzosoprán)
- Kapitán stráží (tenor/bas)
- Sbor: studenti, hosté Spalanzaniho, hosté Giulietty.

## Obsah opery
Děj opery se značně mění v závislosti na zvolené edici či úpravě. Následující synopse vychází z původní Offenbachovy koncepce děje, rozděleného do pěti jednání.

### První jednání (zvané téžPrologčiHoffmann)
Múza básníka Hoffmanna trpí tím, že se její miláček zahleděl do operní divy Stelly. Rozhodne se přijmout podobu Hoffmannova přítele Nicklausse, aby mohla být svému chráněnci blíže.
Do divadla, kde Stella právě vystupuje v představení Mozartova Dona Giovanniho, přichází rada Lindorf, aby pronikl do její blízkosti. V dopise získaném od Stellina sluhy se Lindorf dočítá, že mezi zpěvaččiny favority momentálně patří i Hoffmann. Lindorf je ale přesvědčen, že Stellu získá sám.
O přestávce divadelního představení se schází veselá pánská společnost. (V některých inscenacích to jsou němečtí studenti.) Konečně dorazí i Hoffmann s Nicklaussem. Hoffmann však přišel zapít svůj žal, má totiž dojem, že ho Stella chladně přehlíží. Aby pobavil společnost, zpívá posměšnou písničku o trpaslíku Kleinzackovi (inspirováno pohádkou v českém překladu Zachýsek zvaný Rumělka), myšlenky mu ale stále utíkají k obrazu vysněné ženy, kterou prý snad kdysi miloval.
Mezi přítomnými pozná také radu Lindorfa, kterého nesnáší a bůhvíproč ho považuje za důvod všech svých neštěstí. Pánové na chvíli zapředou rozhovor plný ironických narážek na adresu toho druhého. Pak se pozornost stočí k milenkám Hoffmannových přátel. Jejich podoby se v Hoffmannově zjitřené obrazotvornosti začnou mísit s podobou Stelly a Hoffmann začíná vyprávět podivné příběhy svých lásek.

### Druhé jednání (zvané téžOlympia)
Hoffmann kdysi zahlédl v okně domu pana Spalanzaniho krásnou dívku Olympii a zamiloval se do ní. Teď přichází ke Spalanzanimu na návštěvu a předstírá zájem o jeho fyzikální pokusy a vynálezy, aby se dostal co nejblíže k Olympii. Spalanzaniho poťouchlé narážky o zázracích fyziky ani Nicklasovu písničku o panence s umělýma očima Hoffmann nechápe.
Přichází Coppélius, podivný obchodník s optikou a měřícími přístroji a nabízí Hoffmannovi své zboží. Hoffmann si za tři dukáty kupuje brýle, které dokážou zázračně měnit pohled na svět. S nimi konečně spatří Olympii v celé její kráse a nemůže od ní odtrhnout oči.
Mezi Coppéliem a Spalanzanim propukne spor o to, komu patří Olympia a kdo má nárok na zisk spojený s ní. Spalanzani upozorňuje, že je jejím otcem, Coppélius však tvrdí, že dal Olympii oči. Spalanzani za Olympii nabízí jako odstupné směnku k proplacení u jistého Žida, Coppélius souhlasí a odchází.
Spalanzani má nyní svou nadanou a krásnou dceru poprvé představit ve společnosti. Olympia sklízí úspěch nejen svou krásou, ale také brilantním zpěvem. Když hosté odejdou na večeři, zůstává Hoffmann s Olympií sám. Na jeho vroucí vyznání Olympia odpovídá lakonickým „Ano, ano“ a Hoffmann je přesvědčen, že v ní probudil lásku. Nicklaussovo upozornění, že s Olympiinou láskou a životem vůbec to může být docela jinak, Hoffmann odmítá a znovu se nadšeně vyznává z obdivu k ní.
Spalanzani Coppélia podvedl, Žid Eliáš totiž zkrachoval a nemá peníze. Coppélius se vrací, aby se pomstil. Mezitím se vše chystá k plesu. Hoffmann tančí valčík s Olympií, ta však pojednou začne zběsile zrychlovat tempo, až Hoffmann upadne a rozbije si své zázračné brýle. Spalanzani musí Olympii rázně zastavit a nechat odvést. Coppélius využije zmatku a rozbíjí Olympii na kusy. Teprve teď Hoffmann poznává, že se zamiloval do automatu...

### Třetí jednání  (zvané téžAntonia)
V Mnichově žije se svým otcem, radou Crespelem, mladá zpěvačka Antonia. Zdědila po své matce velký talent, ale také slabé srdce. Otec jí proto zakazuje zpívat a drží ji stranou od lidí. Antonia se však trápí pro svou lásku k Hoffmannovi, před nímž ji Crespel ukrývá.
Hoffmannovi se přesto podaří Antonii vyhledat a dostat se do Crespelova domu. Nicklausse Hoffmanna znovu varuje před bezhlavou zamilovaností, která člověka ochromuje a bere mu rozum. Marně. Hoffmann se setkává s Antonií a jejich dlouhý rozhovor je plný vzpomínek, vzájemného ujišťování o lásce i nadšených představ o společné budoucnosti. Antonia nechce, aby se Hoffmann setkal s jejím otcem, a proto ho posílá pryč. Hoffmann se však v místnosti ukryje, aby konečně poznal důvody Crespelova chování vůči Antonii i vůči němu.
Do domu přichází doktor Miracle a nabízí Crespelovi, že Antonii vyléčí. Crespel se zhrozí – Miracle je totiž ten, po jehož léčbě kdysi zemřela Antoniia matka. Nedokáže ho však z domu vyhnat a jen přihlíží tomu, jak Miracle imaginárně vyšetřuje nepřítomnou Antonii a přesvědčuje ji, aby se uzdravila vlastním zpěvem. Crespel se všemožně brání, Miracle je ale jako posedlý léčbou jeho dcery.
Hoffmann poznává, že zpěv je pro Antonii smrtelně nebezpečný a že Miracle usiluje o její život. Chce tedy Antonii přimět k tomu, aby se ve prospěch jejich lásky vzdala svých uměleckých snů. Antonia souhlasí. Podezírá Hoffmanna, že se proti ní spojil s jejím otcem, a rezignuje.
Vtom se znovu objeví doktor Miracle a připomíná Antonii, čeho všeho se chce vzdát – talentu, slávy, svobody... Antonia tuší, že k ní promlouvá sám ďábel, a volá o pomoc svou mrtvou matku. Ta se zjevuje a Miracle Antonii vybízí, aby se přidala k jejímu zpěvu. Antonia poslechne a nadšeně zpívá spolu s matkou, po chvíli však klesá vysílením. Crespel i Hoffmann se jí marně snaží pomoci. Antonia umírá.

### Čtvrté jednání (zvané téžGiulietta)
Hoffmann je hostem u benátské kurtizány Giulietty. Láska už má pro něj cenu nanejvýš jako pomíjivá rozkoš, žádné snění, žádné city. Nicklaussovo varování znovu nebere vážně. Přichází kapitán Dapertutto, který má být tentokrát Hoffmannovým protivníkem. Má v úmyslu darovat Giuliettě diamant a zavázat si ji k tomu, aby Hoffmanna svedla. A nejen to, chce také, aby pro něj získala Hoffmannův odraz v zrcadle. Již předtím mu totiž odevzdala stín jednoho ze svých ctitelů, Petera Schlémila. Giulietta souhlasí.
Za Giuliettou přichází žárlivý Schlémil a chlubí se, že obehrál Hoffmanna o všechny peníze. Dapertutto se zaujetím upozorňuje Schlémila na to, že jeho tělo nevrhá žádný stín, a pobaveně sleduje jeho úlek.
Hosté se shánějí po Giuliettě. Hoffmann vybízí Schlémila k odvetě a začíná se znovu hrát. Giulietta však opět zůstává stranou a zpívá píseň, v níž předstírá, že je nešťastně zamilovaná. Významné pohledy směrem k Hoffmannovi prozrazují do koho. Hoffmann vstává od hry, předává karty Nicklaussovi a jde za Giuliettou. Ta se vůči Hoffmannovi chová jako nedostupná i zhrzená zároveň. Hoffmann znovu podléhá milostnému okouzlení. Giulietta vybízí Hoffmanna, aby Schlémilovi sebral klíč od jejího budoáru. Je konec večírku, hosté se rozcházejí.
Mezi Schlémilem a Hoffmannem dojde k souboji o Giuliettin klíč. Hoffmann dostává od Dapertutta kord, kterým pak Schlémila usmrtí. Bere si klíč a spěchá za Giuliettou.
Giulietta pokračuje ve své hře s Hoffmannem. Tentokrát předstírá zoufalství, že Hoffmann bude zatčen za vraždu a že musí uprchnout. Hoffmann jí vášnivě vyznává lásku. Giulietta využívá jeho slabosti a žádá ho, aby jí nechal na památku svůj odraz v zrcadle, který bude moci chovat ve svém srdci. Omámený Hoffmann je ochoten odevzdat vše, odraz v zrcadle, duši i život.
Giulietta předává Hoffmannův odraz dle domluvy Dapertuttovi. Nicklausse přináší zprávu, že Hoffmanna pronásleduje policie. Zděšený Hoffmann si uvědomuje, co se stalo. Stojí uprostřed davu, který se mu znovu vysmívá, a Giulietta jím pohrdá. Hoffmann ji v záchvatu zuřivosti chce zabít. Jeho ruku však opět řídí Dapertutto a Hoffmann omylem zabíjí jednoho z Giuliettiných hostí, nenápadného Pitichinaccia. Giulietta se s nářkem vrhá k jeho mrtvole.

### Páté jednání (zvané téžEpilogčiStella)
Hoffmann dokončil své vyprávění a přátelé se ho snaží utěšit. V divadle právě končí představení a Stella sklízí ovace. Hoffmann jen rezignovaně vysloví její jméno a Nicklausse mu vysvětluje: ony tři ženy, o něž ve svých povídkách Hoffmann usiloval a které nikdy nezískal, byly ve skutečnosti třemi tvářemi zpěvačky Stelly. Hoffmann teď chce už jen pít a zapomenout. Lindorf je přesvědčen, že Hoffmann je jako sok již neškodný. Konečně přichází samotná Stella, ale Hoffmann ji téměř nepoznává, splývá mu s vidinami z jeho povídek. Lindorf cítí svou šanci a Hoffmann na jeho „počest“ přidá ještě jednu sloku z písně o šeredném Kleinzackovi. Stella se vyčítavě loučí s Hoffmannem, její hlas však zanikne v bujaré písni Hoffmannových přátel. K nešťastnému Hoffmannovi přichází Múza, tentokrát již ve své skutečné podobě. V její náruči má Hoffmann znovu najít klid, s její pomocí má znovu vstát a své utrpení proměnit v básnické dílo.

## Hoffmannovy povídkya čeští diváci
V posledních letech měli čeští diváci možnost se s touto operou seznámit také v kinech a v televizi.
- 19. prosince 2009 proběhl přímý přenos představení z Metropolitní opery v New Yorku, dirigent James Levine, zpívali: Kathleen Kim (Olympia), Anna Netrebko (Antonia), Ekaterina Gubanova (Giulietta), Kate Lindsey (Nicklausse/Múza), Joseph Calleja (Hoffmann), Alan Held (Čtyři démoni – Lindorf, Coppélius, Miracle, Dappertutto), režie Bartlett Sher.[2]
- V roce 2012 bylo uváděno nastudování Pařížské opery, dirigentem byl Tomáš Netopil.[3]
- 2013 Gran Teatre del Liceu, Barcelona, Účinkují: Michael Spyres (Hoffmann), Gemma Coma-Alabert (Nicklausse / Múza), Laurent Naouri (Lindorf), Kathleen Kim (Olypia), Natalie Dessay (Stella), Tatiana Pavlovskaya (Giulietta), Michèle Losier (Nicklausse / La Muse) a další. Dirigent Stéphane Denève. Divadelní režie L. Pelly, televizní režie L. Narboni. Ke 200. výročí narození skladatele (Ve francouzském znění s titulky)[4][5]
- Dne 31. ledna 2015 pak byla v rámci MET in HD v kinech opět přenášena inscenace Metropolitní opery v New Yorku. Jednalo se o reprízu představení režiséra Bartletta Shera z roku 2009, ale v odlišném obsazení: Hibla Gerzmava (Antonia, Stella), Erin Morley (Olympia), Christine Rice (Giulietta), Kate Lindsey (Nicklausse/Múza), Vittorio Grigolo (Hoffmann), Thomas Hampson (čtyři démoni), dirigent: Yves Abel[6]
- 15. listopadu 2016 přímý přenos do kin a 24. listopadu 2016 rozhlasový záznam představení z opery v Covent Garden, osoby a obsazení: Hoffmann (Vittorio Grigolo), Olympia (Sofia Fomina), Giulietta (Christine Rice), Antonia (Sonja Jončeva), Lindorf, Coppélius, Dappertutto, Dr. Miracle (Thomas Hampson), Niklausse (Kate Lindsey), Andres, Cochenille, Pitichinaccio, Frantz (Vincent Ordonneau), Luther (Jeremy White), Nathanael (David Junghoon Kim), Hermann (Charles Rice), Spalanzani (Christopher Mortagne), Schlemil (Yuriy Yurchuk), Crespel (Eric Halfvarson), Duch Antoniiny matky (Catherine Carby), Stella (Olga Sabadoch). Sbor a orchestr Královské opery Covent Garden řídil Evelino Pidó.[7]

## Hudební čísla a mluvené dialogy opery včetně jejich variant
Uvedeno číslování podle kritické edice Michaela Kaye a Jean-Christopha Kecka (Schott, 2005).

### První jednání
- No. 1 Úvod (Introduction) „Glou, glou, glou!“ – sbor duchů piva a vína
- No. 1A Scéna a kuplet Múzy (Scène et la couplets de la Muse) „La vérité, dit on…“ – Múza
- varianta: No. 1B Scéna a romance Múzy (Scène et Romance de la Muse) – Múza
- No. 2 Scény II. a III., Lindorfův kuplet (Scène II, III, Couplets) „Le conseiller Lindorf, morbleau!“; „Voyons? Pour Hoffmann!“; „Dans les rôles d'amoureux…“ – Lindorf, Andrès
- No. 3 Scéna (Scène), „Deux heures devant moi…“ – Lindorf, Luther
- No. 4 Sbor (Choeur), „Drig! Drig! Drig!“ – sbor studentů, Nathanael, Hermann, Luther, Nicklausse, Hoffmann
- No. 5 Píseň a scéna (Chanson et Scène), „Il était une fois…“ (tzv. Kleinzack) – Hoffmann, Nathanael, sbor studentů
- No. 6 Finále (Final) – Recitativ, Duet, Recitativ, Sbor – „Peuh! Cette bière est détestable!“; „Et par où votre Diablerie…“ (duet Hoffmann, Lindorf); „Je vous dis, moi…“; „Écoutons, il est doux de boire“ – Hoffmann, Nicklausse, Lindorf, Nathanael, Hermann

### Druhé jednání
- Scéna I. – mluvené slovo – Spalanzani
- Scéna II. – mluvené slovo – Hoffmann, Spalanzani
- Scéna III. – mluvené slovo – Spalanzani, Cochenille

varianta:
- Scéna I. – recitativ E. Guirauda – Spalanzani
- Scéna II. – recitativ E. Guirauda – Hoffmann, Spalanzani
- Scéna III. – recitativ E. Guirauda – Spalanzani, Cochenille

- No. 7 Recitativ a scéna (Récitatif et Scène), „Allons! Courage et confiance!“ – Nicklausse, Hoffmann
  - V rámci scény je zařazen kuplet Nicklausse – první verze „Voyezla sous son éventail“ (e moll), druhá verze – „Une poupée aux yeux d'émail“ (G dur)
  - Po Nicklaussově kupletu následuje buď krátké mluvené slovo (Hoffmann) nebo recitativ J. Offenbacha/J. Ch. Kecka „Elle ne rêve plus“ (Nicklausse, Hoffmann)
- No. 8 Recitativ a tercet (Récitatif et Trio) „C'est moi, Coppélius“ – Coppélius, Nicklausse, Hoffmann, Cochenille

Scéna VI. – mluvené slovo – Coppélius, Spalanzani, Hoffmann

varianta: Recitativ E. Guirauda „Hein? Vous?“ – Coppélius, Spalanzani, Hoffmann, Cochenille
- No. 9 Sbor a scéna (Choeur et Scène) „Non, aucun hôte vraiment…“ – sbor hostů, Spalanzani, Nicklausse, Hoffmann, Olympia
  - V rámci scény árie Olympie „Les oiseaux dans la charmille“
- No. 10 Scéna a romance (Scène et Romance) „Ils se sont éloignes!“; „Ah, vivre deux…“ – Hoffmann, Olympia
- No. 11 Scéna a duet „Tu me fuis?“; „Écoute ce joyeux signal“ – Nicklausse, Hoffmann; poté recitativ Coppélia „Voleur! Brigand!“
- No. 12 Finále (Final) „En place les danseurs!“ (Spalanzani); „Elle danse en cadence“ (sbor); „Ah! Ah! Ah! La bombe éclate!“ (všichni) – Spalanzani, Olympia sbor hostů, Nicklausse, Cochenille, Hoffmann, Coppélius)

Barkarola – dvojzpěv Giulietty a Nicklausse. Je to velmi oblíbená melodie, která je pravidelně zařazována do programu i mimo vlastní operní představení, například při pěveckých koncertech. Mají ji v repertoáru mj. také lázeňské promenádní orchestry.

### Instrumentace
2 flétny, pikola,
2 hoboje,
2 klarinety in B,
2 fagoty,
4 lesní rohy,
2 trubky,
3 pozouny,
činely,
triangl,
velký buben,
činely,
2 harfy,
varhany,
smyčce

## Nahrávky
- 1989 Les Contes d' Hoffmann, Orchestre National de France, dirigent: Seiji Ozawa, sbor: Choeurs de Radio France, zpívají: Plácido Domingo, Edita Gruberova, Claudia Eder, Gabriel Bacquier, Justino Díaz, James Morris, Andreas Schmidt, Robert Gambill & Christa Ludwig. Nahrávka Deutsche Grammophon.[8]